# Вольберг, Овсей Аронович
Овсей Аронович Вольберг (1895—1942) — советский педагог-математик.

## Биография
Вольберг О. А. родился в 1895 году в городе Вильно (ныне г. Вильнюс) в семье коммерсанта. Окончив частное реальное училище в Полоцке в 1912 году, поступил в Харьковский сельскохозяйственный институт, а в 1914 г. после начала Первой мировой войны был призван в армию, откуда направлен в школу прапорщиков.
В 1918 году он был назначен заведующим естественно-математической секцией Отдела реформы школы Народного комиссариата просвещения (Наркомпроса). Овсей Аронович организовал журнал «Математика в школе».
Позднее Вольберг ушёл из Наркомпроса и переехал в Петроград, где стал заведующим частным издательством «Сеятель».
В 1923 году вышел перевод Овсея Ароновича книги немецкого математика М. Цахариаса «Введение в проективную геометрию». В переводе Вольберг добавил изменения в текст, например, доказательства некоторых теорем и подстрочные замечания, а также сборник задач.
В 1929 году вышло исследование Вольберга «Влияние округления на распределение погрешностей» в «Известиях» Тверского педагогического института.
О. А. Вольберг является автором книги «Основные идеи геометрии», в основе которой — проективная геометрия в оригинальном педагогическом изложении.
В 1930 году он стал преподавателем в Военной академии связи им. Будённого, а в 1938 году Вольберг читал курсы теории вероятностей, проективной и начертательной геометрии в Педагогическом институте им. Герцена.
О. В. Вольберг стал одним из создателей учебного и научного кино. По разработанным им сценариям создавались мультипликационные учебные фильмы: «Бегущие и стоячие волны» и «Гармонические колебания». При этом им были разработаны принципы, которые легли в основу создания компьютерной графики. В 1937 году О. А. Вольбергу присвоили степень кандидата физико-математических наук, а несколько позже он получил аттестат доцента.
Овсей Аронович был участником Блокады Ленинграда. В 1942 году его вывезли из осаждённого города в Свердловск, где он и умер 20 февраля 1942 года.
В 1947 году вышли его «Лекции по начертательной геометрии».

## Основные работы
- Основные идеи проективной геометрии. — 1949‍
- Математика в трудовой школе. — 1918‍
- Несколько слов об учебниках. — 1918‍
- Примечания. — 1923‍
- Лекции по начертательной геометрии. - 1947